# Мехмед Намык-паша
Мехмед Эмин Намык-паша (тур. Mehmed Namık Paşa; 1804 — 14 сентября 1892 Стамбул) — османский государственный деятель, военачальник и адмирал, проведший военные реформы и один из создателей современной турецкой армии. Был на государственной службе при жизни пяти султанов, у четырёх из них был советником. Основатель османской Военной академии Мектеб-и Харбийе (Mekteb-i Harbiye). Был два раза вали (наместником) Багдадского вилайета, носил звание генерал-фельдмаршала (сераскера). Первый посол Османской империи в Лондоне, военный министр.

## Биография
Отцом его был Халиль Рамис-ага, занимавший должность преподавателя при султанском дворе. Прадед мальчика, Уммети Коневи, был выходцем из Центральной Анатолии, из Коньи. До 15-летнего возраста Мехмед Намык обучался у своего отца дома. В 1816 году его зачисляют «сакирдом» (волонтёром) в секретариат Дивана — султанского кабинета министров. Работая здесь совершенствует свои знания в арабском, персидском и английском языках, в грамматике, риторике и в исламской теологии. Во время правления султана Махмуда II юношу отправляют учиться в Военную академию, в Париж. После возвращения на родину Мехмед Намык служит секретарём при султанском кабинете министров, а также вторым переводчиком в 1826 году во время российско-османских переговоров при заключении Аккерманского договора между двумя странами. В том же 1826 году был распущен янычарский корпус, и молодой человек получил задание перевести на турецкий язык французские военные работы и уставы, полезные при реструктурировании османской армии. В 1827 году султан присваивает ему почётный титул алайемин, в следующем, 1828 Мехмед Намык производится в чин бинбаши (подполковника) и направляется военным атташе в османское посольство в Санкт-Петербурге. Здесь одним из заданий его является подробное изучение российской армии и флота. Через год Мехмед Намык возвращается в Константинополь. Ему присваивается звание каймакам (полковник) и он направляется на службу в один из полков. В 1832 он становится миралай (бригадный генерал) и уезжает послом Османской империи в Лондон. Здесь его задачей стало заручиться поддержкой Британии в борьбе против восставшего правителя Египта, паши Мухаммеда-Али, которому покровительствовала Франция. Король Вильгельм IV принял его, однако в помощи отказал. Турции разрешалось закупать в Великобритании вооружение, и 14 молодых офицера османской армии могли получить образование в военных школах Англии. Кроме этого, Мехмед Намык получил разрешение посетить британские военные школы, заводы и верфи, что позволило ему приобрести и привезти в Турцию некоторые технические новинки. После своего возвращения он приступает к созданию в Константинополе Военной академии, открытой в 1834 году ныне Кара Харп Окулу (Kara Harp Okulu). Находясь по служебным делам в Западной Европе, Мехмед Намык убедился в необходимости содержания постоянного посольства в таких столицах, как Лондон и Париж, и представил доклад об этом султану. В 1834 году он вновь был отправлен в качестве посла в Лондон, и занимал там этот пост до 1836 года.
После возвращения в Константинополь Мехмед Намык возвращается на военную службу, и вскоре получает звание ферик (генерал-лейтенант). В этом звании его отправляют в Триполи в помощь Тахир-паше, войска которого воевали там с восставшими. После 15 месяцев борьбы восстание было подавлено (1837—1838), и заслуга в этом была приписана в значительной мере Мехмеду Намыку. В 1841 году он становится визирем, а также муширом (маршалом), командующим Арабской армией Османской империи. В 1851 назначается командующим войсками Ирака и Хиджаза, а также вали провинции Багдад. Однако на следующий год он был отозван, так как при султанском дворе были получены жалобы на его жёсткость и строгость. В 1852 году был награждён орденом Меджидие 2-го класса, в 1853-54 годах становится министром торговли Османской империи., во время Крымской войны занимался улучшением финансового состояния Турции, добиваясь у европейских банков новых займов и кредитов. Во время этой поездки во Франции был удостоен аудиенции у Наполеона III. В 1856 году назначается наместников Джидды, в 1860 султан делает его председателем Военного совета империи и немного позднее — сераскером (главнокомандующим) вооружёнными силами Турции. В 1860 был направлен султаном с особыми полномочиями в Сирию и Ливан в связи с разразившимся там конфликтом между местным населением и турецкими властями, однако после протестов Англии и Франции был там заменён на Мехмеда Фуад-пашу. После вступления на престол султана Абдул-Азиза в 1861 году Мехмед Намык вновь назначается наместником в Багдад. Территория этого пашалыка простиралась от Мосула на севере и до Басры на юге, то есть занимала площадь всего современного Ирака. Подавив несколько очагов недовольства на вверенной ему территории, Мехмед Намык среди прочего занимается развитием судостроительной отрасли в Басре — с целью улучшения судоходства на Тигре и Евфрате. Строил также мосты, соединяющие берега этих великих рек, развивал систему орошения, создав новые плодородные площади на их берегах. Занимался строительством государственных и общественных зданий: школ, больниц, казарм, прокладывал новые дороги и улицы в городах. Спонсировал торговлю, в том числе с соседним Ираном, чем значительно повысил доходы государственной газны. Прилагал значительные усилия в борьбе с коррупцией и махинациями земельными участками. После возвращения в Константинополь в 1867 году за заслуги в управлении Багдадским пашалыком был султаном награждён орденом Османие 1-й степени. Также удостоился награды шаха Ирана. Из собственных средств Мехмед Намык финансировал строительство здания министерства обороны Османской империи. В настоящее время это — главное здание Стамбульского университета.
В 1872 году султан Абдул-Хамид II назначает Мехмеда Намыка министром военно-морского флота. В 1877 году он становится членом сената и парламента Османской империи. В 1878 году входил в состав делегации, подписавшей Адрианопольское перемирие, положившее конец Русско-турецкой войне 1877—1878 годов. К этому времени относятся новые назначения и полученные им титулы и звания. Будучи специальным послом султана, Иехмед Намык передал в Санкт-Петербурге императору Александру II личное послание султана, за что позднее был российским императоров награждён орденом Александра Невского. В 1883 году становится председателем Совета министров Турции.
Похоронен на стамбульском кладбище Караджаахмет. Имя Мехмеда Намык-паши носит одна из улиц Стамбула — Namık Paşa Sokak.

## Семья
Был женат на четырёх женщинах, с одной из них, правда, был впоследствии разведён. От остальных трёх имел 11 детей. Сын его Хасан Риза-паша был генералом османской армии. Правнук Мехмеда Намыка, Ахмед Шинапли, написал его биографию Şeyhül Vüzera, Serasker Mehmet Namık Paşa.